# Наутички туризам
Од седамдесетих година прошлог века наутички туризам се јавља као један од најекспанзивнијих облика туристичке рекреације, а тиме и туристичког промета. Вишеструки економски значај, бројни облици у којима се јавља, продор ка новим, до сад туристички неокупираним просторима, као што су површине и дубине мора, језера и река, су његове главне карактеристике.
Свеобухватно разумевање наутичког туризма укључује три основна елемента:
- Наутички туристички производ (скуп различитих услуга И производа који могу задовољити потребе наутичара; јавља се у безброј комбинација)
- Наутичка туристичка понуда (способност и спремност економских субјеката да понуде одређену услугу; може бити непосредна-луке наутичког туризма, али И посредна – логистика са широким спектром јавних услуга, сервисима)
- Потрошачи (међусобно се могу веома разликовати, како по потрошачкој снази, тако и по бројности, националним али и социјалним специфичностима)[1]

Многи наутички туристи не управљају или не учествују у управљању бродом и не познају основу наутике или вештине навигације, а ипак се баве рекреацијом боравећи на њему и себе сматрају наутичким туристима.
Огромна је већина оних који учествују у туристичком промету, а немају или не морају имати никаква знања из наутике. То су бројне посаде мањих пловила, јахти, затим учесници поморских кружних путовања на великим пловним објектима, бројни излетници који за време боравка у приморју користе властите или изнајмљене пловне објекте за боравак на мору.
Има и других термина који означавају наутички туризам: ‘бродарење’, ‘пловни туризам’, ‘забавна навигација’, ‘наутизам’, ‘ навитуризам’, ‘јахтинг’, итд. Сви они, такође не обухватају у целини оно што је садржај ове комплексне активности.
У мноштву дефиниција, с низом специфичности, али и сличности, присутно је готово увек дефинисање с аспекта рекреационих и економских функција, које овај облик туристичког промета врши.
Посебно се истиче економски аспект који произилази из чињенице да наутички туристи користе бројне лучке, комуналне, управне и сервисне службе, затим занатске, угоститељске, трговачке, туристичке, културне, спортско-рекреационе и друге услуге. Посебна економска функција наутичког туризма проистиче из производње пловила и мотора те опреме и комуникацијских уређаја.
Енциклопедијски се наутички туризам дефинише као специјализовани облик масовног туризма који обухвата различите друштвене, економске и просторне аспекте који настају поводом задовољења рекреацијских потреба, односно ‘наутичке доколице’.
Наутички туризам се остварује на морима, рекама и језерима и њиховим обалским просторима, на властитим или туђим пловилима за рекреацију, разоноду и спорт, стационирано, или у пловидби. Човек се по води може кретати и на њој боравити само уз помоћ неког пловила. Управо та чињеница представља ону специфичност по којој се наутички туризам издваја из општег туризма у посебан облик.
Постоје различите дефиниције међу којима се могу уочити три приступа:
1. Са аспекта већ широко прихваћених дефиниција туризма као ширег појма
2. Са аспекта задовољавања специфичних наутичких туристичких потреба у одређеном амбијенту, најчешће мора
3. Са аспекта употребе пловила и организације путовања[1]

## Историја развоја наутичког туризма
Историја наутичког туризма се повезује са историјом поморске пловидбе. Пошто су поморска путовања у историји предузимана не само из освајачких и економских побуда већ и из радозналости, авантуризма и забаве, онда је историја наутичког туризма елемент и поморске историје.
У старом веку постоје бројни записи о поморским путовањима. Хомерово описивање у Одисеји и Илијади (живео у 8.веку п.н.е.) Средиште путовања Средоземље и Грчка. У античкој Грчкој, Риму, Египту, Кини веслачка такмичења у оквиру разних светковина на води.
Почетком новог века искуства пловидбе од античког света преузимају Арапи и преносе у Шпанију. Нешто касније се италијански градови Ђенова и Венеција јавлају као поморске силе на Средоземљу. У то време су позната разна веслачка такмичења која се осим по Средоземљу шире и до Енглеске.
У време великих открића тежиште поморства се померило из Средоземља у Португалију, где је средином 15. века основана и прва поморска школа, а тек од 16. века датирају и прве поморске карте са детаљним упутствима за пловидбу по познатим деловима света. Магелан на пут око света креће 1519. године са картом света коју је 1515. године направио Леонардо да Винчи.
У време наутичких путовања Џејмса Кука 1779.године, поморска пловидба је користила савремене методе навигације које су касније само усавршаване. Историја путовања морима је пуна узбудљивих авантура, јуначких подухвата, тешких људских судбина и занимљивих догађаја. Све до савремених електронских и сателитских навигационих уређаја и модерних бродова, пловидба је била тешка и пуна ризика. Зато су се само искусни морепловци упуштали упутовања на веће удаљености.
Прва прекоокеанска крстарења која се могу сматрати претечом савременог наутичког туризма забележена су крајем 18.века. Године 1866. Американци Хадсон и Фичем прешли су Атлантик за 38 дана, а 1870. је Дубровчанин Нико Приморац први једрилицом прешао из Европе у Америку.
Већи изазови су били путовања око света. Американац Слокум је 1895. први сам пловио спортском једрилицом дужине 11 м око света. Путовање дуго 46 000 наутичких миља је трајало више од 3 године и дало је велики подстицај развитку наутичких спортова. Историја путовања око света бележи бројне подухвате. Они се разликују према величини или типу брода којем су изведени или према пловидбеном путу, правцима пловидбе, итд.
Експанзија наутичког туризма, упоредо са осталим облицима маритимног туризма, почиње шездесетих година прошлог века. Пре тога, око 1920.године у Америци се оснивају специјализоване луке, марине за прихват бродова намењених забави и спорту. Колевка рекреационе навигације у Европи су холандски канали на којима се још у 16.веку одржавају регате.
Јахтинг се у 17. и 18. веку, развијао на каналима и морима Велике Британије. Око 1700.године енглеско племство је на Темзи имало око 300 јахти. Прво друштво за спортско једрење основано је 1720.године у ирском месту Корк и имало је 25 чланова. Број пловила за забавну навигацију стално расте и у 19.веку добија масовне промене.
Прва једриличарска регата је одржана 1749.године на Темзи. Из Енглеске се у 19.веку клубска такмичења шире по Европи. Тако је 1830. Основан први клуб у Шведској, 1839. у Француској, 1856. у Португалији, 1867. и Италији, 1890. у Сплиту на јадранској обали.
Спортови на води као што су веслање и једриличарство су олимпијске дисциплине од првих игара 1986. године. У 19.веку се граде велике једрелице, шкуне, које су доступне само богатима. Нова решења и технике градње су омогућили да током 20.века бројни типови мањих пловила буду доступни широким слојевима становишта чиме се врши експанзија свих облика спортова и рекреације на води.
Савремени наутички туризам у многим аспектима је повезан са бројним и престижним једриличарским регатама у свету чија је традиција дуга и више од једног века. Такве регате постају не само места такмичења већ и места окупљања и исказивања престижа, иновација у обликовању пловила и једара, развијању такмичарског духа, дружења, размене искустава, промоције сваке врсте, једном речи туризма.
У историји развоја поморских забавних туристичких путовања посебно место заузимају монденска путовања преко Атлантика. У годинама пред Први светски рат и између два рата, водила се права трка у повећању брзине и комфора бродова који су повезивали две стране Атлантика, америчку и европску. Симбол те борбе за престиж, али и луксуз ондашњег богатог света је трагична судбина брода Титаник. Бродови који су величином и луксузом заслужили звучна имена, као нпр. ‘Qуеен Мерy’, ‘ Qуеен Елисабетх’, ‘Нормандиа’, ‘Франце’ остали су до данас симбол романтичних туристичких поморских путовања.
У сенци тог сјаја остао је много масовнији путнички промет преко Атлантика који је на третним и путничко теретним бродовима превозио реке економских емиграната из старог у нови свет.
Криза ових путовања наступа развојем авијације. Када је у моду ушао авион, често је било ствар престижа користи то ново превозно средство. Тако већ крајем педесетих година, авијација преузима примат на трансатлантским рутама, а тиме почиње ново доба - развој флоте за туристичка крстарења.
Развој туристичких крстарења великим бродовима, посматран са аспекта, изградње бродова посебне намене, започиње крајем шездесетих и почетком седамдесетих година. Тада се путнички бродови преоријентишу у бродове за кружна путовања. Сматрало се да морају бити мањих димензија. Нпр. ‘Qуеен Марy’ је примао 2283 путника.
Изградња бродова за туристичка крстарења од 70-их година пролази низ фаза. У периоду од 1970-1975. године изграђено је 25 бродова, до 1980.још 5, што је била последица поскупљења нафте у свету. Након тога се број наруџбина бродова повећава, али и њихова величина. Почетком деведесетих година највећи брод за крстарења је примао 2600 путника. Тенденција повећања капацитета се наставља па се данас говори о плановима за изградњу пловила већих од 5000 путника.
Године 1945. У СФР Југославији било је свега 16 пароброда, а 1953. године 39. Бродом Партизанка 1953.извршено је прво кружно путовање након рада на јадранској обали. Изградња бродова ‘Југославија’ 1956.а затим ‘Јадран’ и ‘Јединство’ означава почетак развоја туристичких крстарења Јадраном.